# Capanahuas
Los capanahua o kapanawa son un pueblo indígena de la amazonía que habita las riveras de los ríos Tapiche y Buncuya en la región Loreto en Perú. Ésta etnia se autodenomina nuquencaibo y hablan la lengua kapanawa que forma parte de la familia lingüística pano.

## Historia
Los capanahua tenían su territorio original en las cabeceras de los ríos Yavarí y Blanco. Las misiones franciscanas de 1817 intentan un proceso de catequización que fracasó debido a una epidemia que acabó con muchos capanahuas. 
Durante la fiebre del caucho los capanahuas fueron atacados por otros grupos nativos instigados por los patrones caucheros. En 1925, los capanahuas se encontraban trabajando para un patrón en la zona del Alto Tapiche y en el río Blanco, sobreviviendo sólo 100 capanahuas al finalizar la fiebre del caucho.

## Organización
La información etnográfica sobre esta etnia es escasa, pero se documenta un sistema matrilocal que existió en el pasado y que ya desapareció. También existieron en el pasado líderes tradicionales que perdieron legitimidad debido a las alianzas con la población mestiza.